# سلطان الطوقي
سلطان الطوقي (مواليد 2 يناير 1984)، لاعب كرة قدم عماني سابق، لعب مع نادي الشمال القطري ومنتخب عمان لكرة القدم.
بدأ سلطان الطوقي اللعب مع نادي مسقط العماني، ولكن شهرته بدأت بعد أن لعب مع نادي القادسية الكويتي في موسم 2005/2006، وبعدها انتقل إلى نادي السالمية ثم انتقل في موسم 2007/2008 إلى نادي الشمال القطري، ولكنه لم يكمل الموسم وعاد إلى نادي مسقط، وفي يوم 3 يوليو 2008 أعلن نادي القادسية الكويتي عن اقترابه من ضم اللاعب ، وقال اللاعب بأنه سعيد بعرض القادسية وقال بأن ما زال يتذكر الأيام التي قضاها مع القادسية ، وسيأتي اللاعب إلى الكويت في يوم 7 يوليو 2008 لكي يوقع العقد الرسمي مع نادي القادسية ، ولكن إدارة نادي القادسية قد تخلت عن فكرة ضم اللاعب بسبب رفض المدرب محمد إبراهيم لضمه لأنه يلعب في نفس مركز اللاعب سليم بن عاشور ، وقال محمد إبراهيم بأن اللاعب كان من بين عدة عروض وإنه لم يرفض ضم اللاعب حيث كان يتمتع بمستوى جيد قبل ثلاث سنوات، وكان ثالث هدافي الفريق.
شارك في كأس الأمم الآسيوية لكرة القدم في بطولتي 2004، و 2007.

## كأس الخليج 2007
و قد سجل هدف في مرمى منتخب اليمن لكرة القدم.

## روابط خارجية
- سلطان الطوقي على موقع الاتحاد الدولي (مؤرشف)  (الإنجليزية)
- سلطان الطوقي على موقع قاعدة بيانات كرة القدم.إي يو (الإنجليزية)
- سلطان الطوقي على موقع ناشيونال فوتبول تيمز (الإنجليزية)
- سلطان الطوقي على موقع Soccerway.com (الإنجليزية)
- سلطان الطوقي على موقع كووورة